# Букет (журнал)
«Буке́т» — женский журнал, выходивший в Санкт-Петербурге в 1860 году. Выходил ежемесячно с подзаголовком «Журнал шитья, вышивания, мод, домашнего хозяйства, литературы и модных новостей». Всего было выпущено 4 номера. В июле 1860 года переименован в «Дамский вестник».